# ادیت کرسون
ادیت کرسون (انگلیسی: Édith Cresson؛ زادهٔ ۲۷ ژانویهٔ ۱۹۳۴) یک سیاست‌مدار سوسیالیست اهل فرانسه است که بین سال‌های ۱۹۹۱ و ۱۹۹۲ نخست‌وزیر این کشور بود. وی پیشتر در سال ۱۹۸۸ توانست بود به کابینه چپ میشل روکار نخست‌وزیر وقت فرانسه راه بیابد